# Bibimbap
Bibimbap hay Pibimpap là một món ăn Triều Tiên. Về từ nguyên, bibim có nghĩa là "hỗn hợp nhiều thành phần", còn bap có nghĩa là "cơm", vì vậy bibimbap có nghĩa là "cơm trộn". Thành phần chính của món ăn này là cơm, xếp bên trên là namul (rau xào, tuỳ loại theo mùa) và tương ớt Koch'uchang hoặc bông cải. Các thành phần bổ sung phổ biến là trứng sống hoặc trứng rán lòng đào và thịt thái mỏng hoặc xay (thường là thịt bò). Các thành phần được trộn kĩ lưỡng trước khi ăn. Nó có thể được dùng lạnh hay nóng. Tại Hàn Quốc, Jeonju, Jinju, và Tongyeong đặc biệt nổi tiếng với nhiều loại bibimbap. Năm 2011, nó được xếp vị trí thứ 40 trong danh sách 50 món ăn ngon nhất thế giới của CNN Travel do độc giả bình chọn.

## Lịch sử
Bibimbap lần đầu tiên được nhắc đến ở Siuijeonseo, cuốn sách dạy nấu ăn vô danh từ thế kỉ 19. Tên của nó được cho là 부븸밥 (bubuimbap). Một số học giả khẳng định rằng bibimbap bắt nguồn từ việc trộn tất cả các loại thức ăn để làm cỗ cúng tổ tiên (jesa).
Trong các gia đình Hàn Quốc, bibimbap là một món thường được chế biến từ cơm, rau, và thịt.
Từ sau thế kỉ 20, bibimbap trở thành một món phổ biến ở một vài quốc gia khác, do sự tiện lợi trong công đoạn chuẩn bị. Nó cũng được phục vụ trên nhiều hãng hàng không bay đến Hàn Quốc.

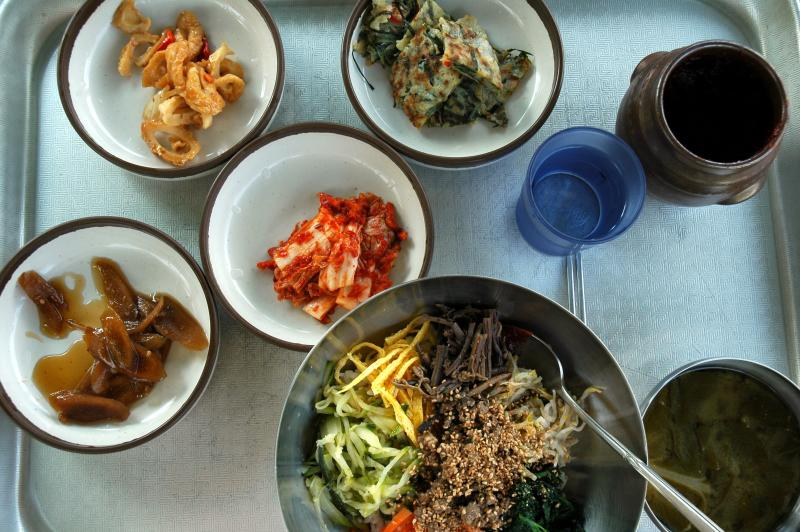
Thành phần bibimbap

## Chuẩn bị
Rau được dùng phổ biến trong bibimbap gồm dưa chuột, bầu, mu (củ cải), nấm cắt sợi, doraji, và rong biển, cũng như rau bina, đậu tương, và gosari (thân cây dương xỉ). Dubu (đậu hũ), có thể bỏ vào hoặc xào lên, có thể bỏ thêm rau diếp, hoặc thịt gà hoặc hải sản có thể thay thế cho bia. Để thêm phần hấp dẫn, các loại rau có cùng màu thường đặt kế nhau để bổ sung cho nhau.

## Biến thể

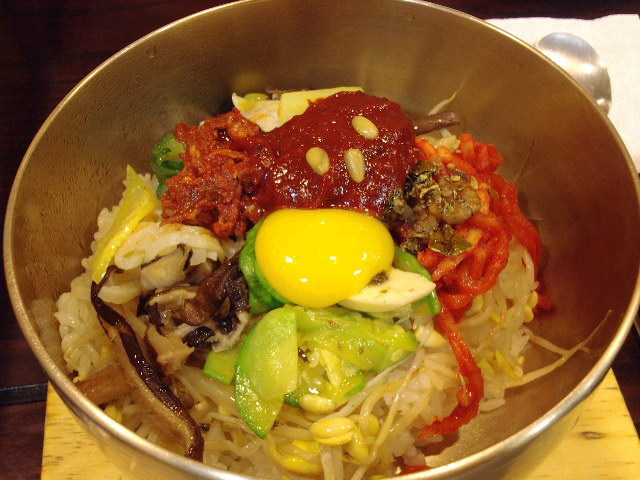
Jeonju bibimbap

Một biến thể của món ăn này là dolsot bibimbap (돌솥 비빔밥, dolsot nghịa là "niêu đá"), được phục vụ trong một cái niêu đá được đun nóng trong đó có một lòng đỏ của quả trứng còn sống đặt nằm sát cạnh. Trước khi bỏ cơm vào, bát sẽ được trán một lớp dầu mè, làm cho lớp cơm khi chạm vào niêu sẽ có màu nâu bóng.
Thành phố Jeonju, tỉnh trực thuộc trung ương Bắc Jeolla của Hàn Quốc, nổi tiếng khắp của nước về đặc sản bibimbap của mình, cho rằng nó được dựa trên món ăn hoàng gia thời Joseon.
Một biến thể khác của bibimbap gọi là hoedeopbap, sử dụng nhiều loại hải sản như cá rô phi, cá hồi, cá ngừ hoặc đôi khi là bạch tuộc, nhưng mỗi bát cơm thường chứa một loại thịt.

## Thư viện ảnh

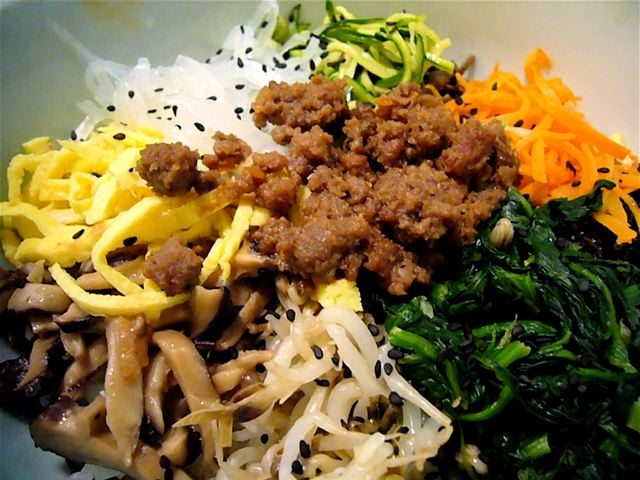
Các thành phần của bibimbap trước khi được trộn.
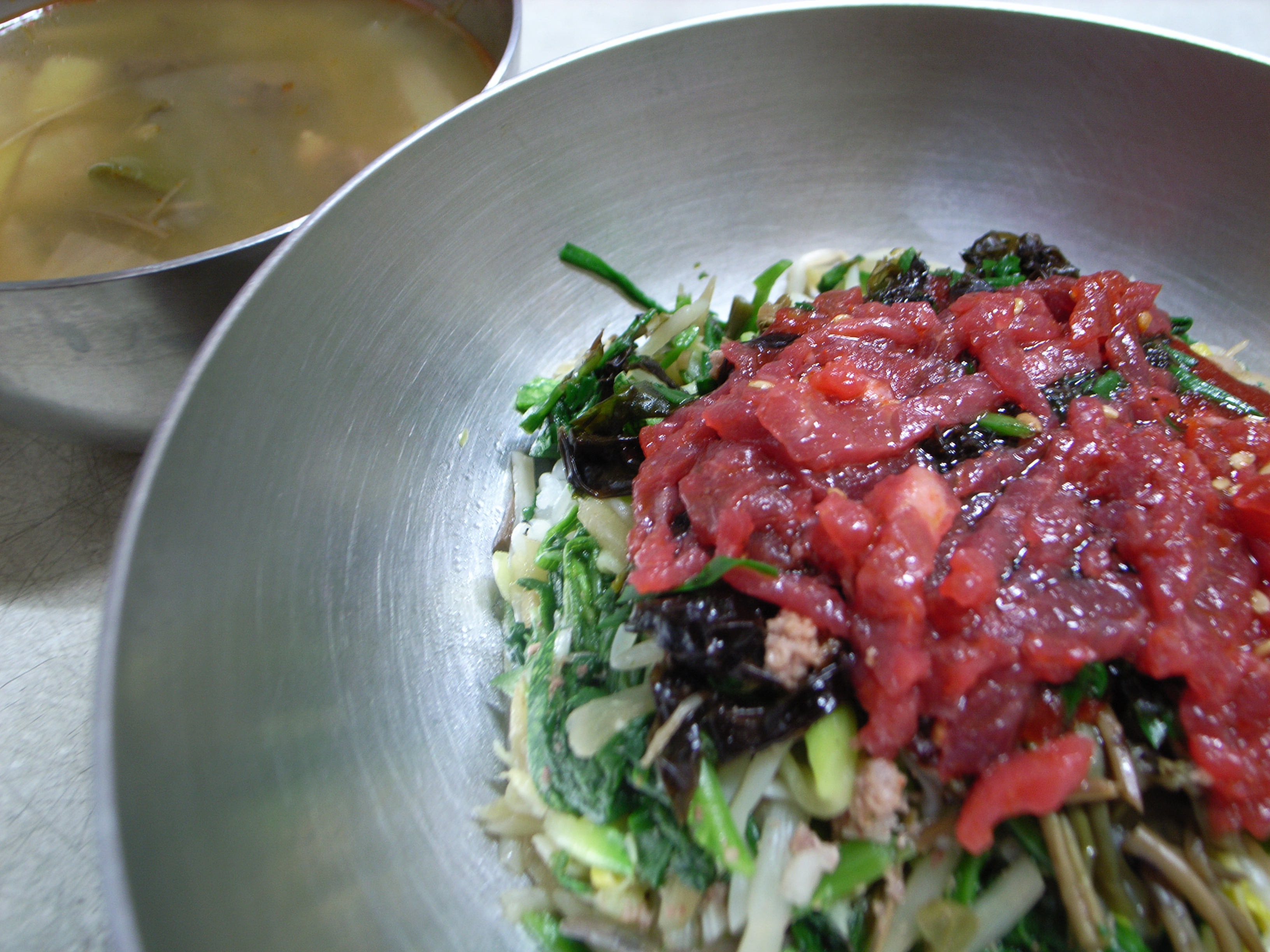
Jinju bibimbap hoặc yukhoe bibimbap
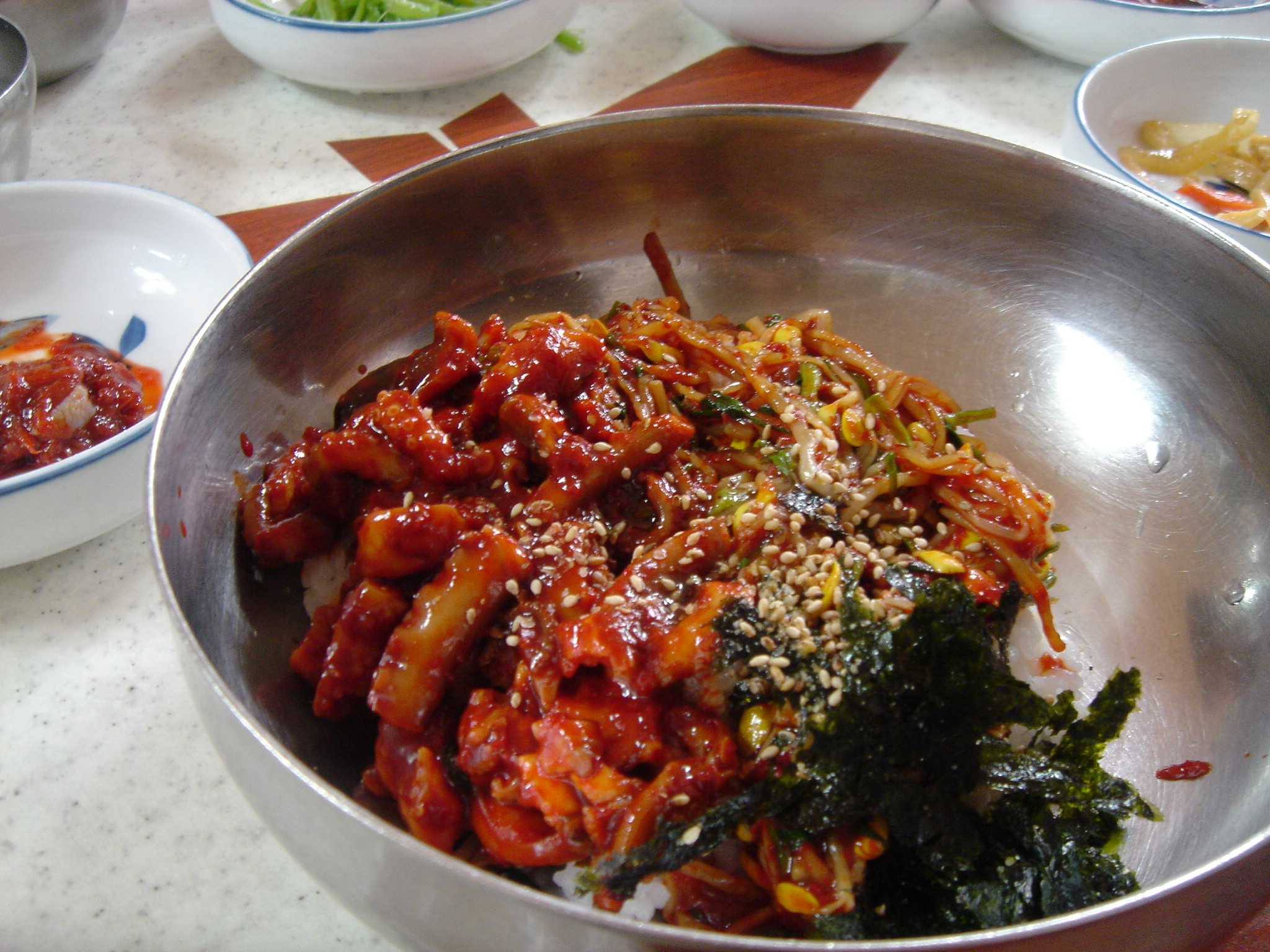
Nakji bibimbap: bibimbap bạch tuộc
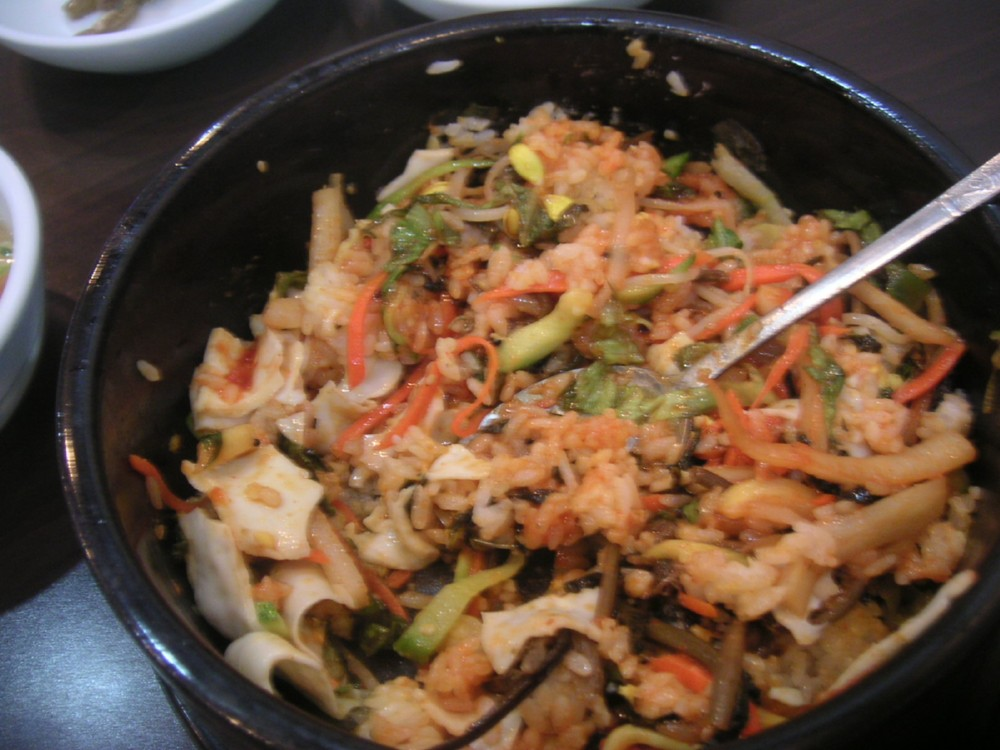
Bibimbap sau khi các thành phần được trộn đều lên.